# Saint-Symphorien (Ille-et-Vilaine)
Saint-Symphorien è un comune francese di 605 abitanti situato nel dipartimento dell'Ille-et-Vilaine nella regione della Bretagna.
È stato costituito il 1º gennaio 2008 distaccandosi dal territorio del comune di Hédé.

## Società

### Evoluzione demografica
Abitanti censiti